# Henriette Hagberg
Nanna Wilhelmina Henriette Hagberg, född Wiegand den 1 november 1833 i Stockholm, död där 22 januari 1905, var en svensk balettdansös. 
Hon blev elev vid Kungliga Teatern 1845 och var sekonddansös där 1853–1881.  
Bland hennes roller fanns »Festen i Albano», i »Conservatoriet», i »Den stumma», i »Paul och Virginie», i »Figaros bröllop», i ».Stradella», i »Wilhelm Tell», i »Ziguenerskan» o. i »Faust». Henriette Hagberg är begravd på Norra begravningsplatsen utanför Stockholm.